# Didemnum translucidum
Didemnum translucidum är en sjöpungsart som beskrevs av Takasi Tokioka 1953. Didemnum translucidum ingår i släktet Didemnum och familjen Didemnidae. Inga underarter finns listade i Catalogue of Life.